# Louis Odier
Pour les articles homonymes, voir Odier.
Louis Odier, né le 17 mars 1748 à Genève et mort dans la même ville le 14 avril 1817, est un médecin genevois, traducteur et éditeur, via la Bibliothèque britannique, d'ouvrages et d'essais médicaux anglais pour la plupart, qui est une figure majeure de la médecine européenne à la fin du XVIIIe siècle. Il œuvre à la vaccination contre la variole et s'occupe constamment, « avec une sorte de passion », de tout ce qui concerne l'espérance de vie.

## Biographie
Descendant d'une famille de huguenots réfugiés à Genève, Louis Odier est le fils d'Antoine Odier et de Louise de Villas. Il est le frère de Jacques-Antoine Odier, qui a épousé Marie Cazenove, et l'oncle de l'industriel, banquier et homme politique français Antoine Odier, né à Genève.
Lorsqu'il est étudiant genevois en philosophie, avec trois amis, il fonde une « Société littéraire » et une « Société philosophique ». 

### Voyages en Europe
Puis il fait sa médecine à Édimbourg, où il séjourne de 1767 à 1772 et où il devient l'ami proche de François-Étienne de La Roche, un autre médecin suisse. Élu président la Société de médecine de la ville écossaise, il décroche un doctorat en 1770. À Londres, il suit à l'hôpital Saint-Thomas les cours de Mackenzie, George Fordyce, et William Hunter. À l'université de Leyde, il suit ceux de Van Doweren et Hieronymus David Gaubius et à Paris, il est assidu aux cours de Pierre Joseph Macquer et de Guillaume-François Rouelle.
Il retourne ensuite à Genève en 1772 en passant par Londres et Paris, où il a l'occasion d'observer en détail la variole et les effets de l'inoculation. Il apprend que les partisans de l'inoculation innovent malgré les critiques. En 1769, le docteur Jobst Bose, un fonctionnaire du Holstein vivant à Gottingen, avait montré qu'une protection contre la variole peut être acquise via le lait de vaches malades, et en 1774, c'est l'éleveur Benjamin Jesty qui parvient à induire une immunité artificielle chez sa femme et ses deux fils avec la vaccine, au cours d'une épidémie de variole, en lui transférant une petite quantité prélevée sur une de ses vaches malade.
Louis Odier discute alors des objections élevées en Europe contre cette pratique, dans quatre lettres adressées au docteur Anton de Haen (1704 – 1776), et qu'il insére dans le Journal de médecine (tome 40). La quatrième lettre est publiée dans  le Journal de médecine d'avril 1777. Le but est d'apprécier quelle part l'inoculation a eue dans l'accroissement observé à Londres du nombre de décès causés par la variole, d'après les tables de mortalité, qu'il s'est procuré à partir de données remontant à 1661: il reconnaît la réalité de l'accroissement, qui pourrait se chiffrer à 31 000 décès pour la seule ville de Londres, mais tente de démontrer qu'il ne peut être attribué à l'inoculation.

### Retour à Genève
Louis Odier pratique ensuite la médecine à Genève entre 1773 et 1817. Il commence sa carrière par un cours public de chimie, dans lequel il développe la théorie de la chaleur latente, récemment découverte par le chimiste écossais Joseph Black (1728-1799) et encore peu connue sur le continent.
En 1780, l'année où Necker recourt à un emprunt de 530 millions de livres, remboursable principalement en viagères, Louis Odier publie dans les Mémoires de la Société genevoise pour l'encouragement des Arts et de l'agriculture, un recueil de statistiques mortuaires à Genève, pour les années 1777 et 1778, comportant « des sortes de Tables pour le calcul de la probabilité de vie », en précisant que l'une de ces tables sera surtout utile aux économistes et financiers. « Personne n'ignore que parti on peut tirer de l'usage de ces sortes de table pour le calcul de la probabilité de vie, pour celui des rentes viagères sur une ou plusieurs têtes, évaluer les différences de population, déterminer la marche des épidémies, apprécier les diverses causes de mortalité », écrit-il. Son ami François-Étienne de La Roche, devient deux ans plus tard le médecin des gardes suisses à Paris. Louis Odier est parallèlement le disciple du médecin genevois Théodore Tronchin, l'un des premiers promoteurs de la vaccination contre la variole.
Par ailleurs secrétaire de l'université de Genève, il pose sa candidature à la chaire vacante de médecine en 1789, après être devenu le médecin-conseil des banquiers qui mettent en place des rentes viagères avec pour but de prolonger l'espérance de vie. L'une des Trente immortelles de Genève n'est autre que sa fille.
Dans un Tableau général de la mortalité, de la probabilité de vie et de la vie moyenne à Genève depuis 1560 jusqu’à 1760, publié d'abord dans le Journal de Genève du 9 juillet 1791 et dans la revue parisienne La Médecine éclairée, il récapitule les meilleurs conseils pour choisir les personnes les plus aptes à porter ces rentes viagères. Le même tableau est publié six ans plus tard dans une revue de vulgarisation scientifique, éditée à Genève, la Bibliothèque britannique, au cours de l'année 1797.

### La diffusion du vaccin contre la variole
Louis Odier a fortement contribué à introduire la vaccination en France et en Suisse après la découverte, en 1796, par Edward Jenner d'une méthode permettant de lutter contre la variole par la communication à un patient sain d'une maladie analogue, le cowpox ou variole des vaches. En 1760, Daniel Bernoulli avait déjà démontré que, malgré les risques, la généralisation de la pratique antérieure (et plus dangereuse) de l'inoculation variolique permettrait de gagner un peu plus de trois ans d’espérance de vie à la naissance, mais il avait suscité de nombreux débats en France et ailleurs.
Traducteur en français des travaux d'Edward Jenner, Louis Odier désigne le cow pox sous le nom de « variole vaccine », et le terme de vaccin apparaît ainsi pour la première fois dans le vocabulaire français. Dès octobre 1798, une revue de vulgarisation scientifique, éditée à Genève, la Bibliothèque britannique, fait connaître le procédé dans toute l'Europe. Le 29 avril 1799, grâce à des fils imbibés de variole, un médecin genevois établi à Vienne, Jean de Carro (en) réussit à répéter l'expérience sur le continent. Le procédé est implanté à Paris ensuite, en mai 1800. Napoléon Ier tiendra à ce que son fils, le roi de Rome, reçoive le traitement préventif. Le 14 janvier 1805, Louis Odier s'en prend violemment aux curés savoyards et valaisans qu'il rend responsables des lenteurs de la diffusion de la vaccine aux portes mêmes de Genève.
Dès la lettre XI des Lettres philosophiques de Voltaire (1734), l'inoculation apportée de Constantinople à Londres, dans ses bagages d'ambassadrice, par Mary Wortley Montagu, qui l'a testée sur ses enfants, avait été saluée, d'autant que la maladie explique encore le quart des décès en France en 1754, selon un mémoire de Charles Marie de La Condamine. Mais les craintes et résistances du clergé, mené par Armand de Roquelaure(1721 - 1818), commandeur de l'ordre du Saint-Esprit et premier aumônier de Louis XV, puis archevêque de Malines, avaient freiné l'expérimentation. 

### Un homme du siècle des Lumières
Médecin-philosophe nourri par l’esprit du siècle des Lumières, Louis Odier a par ailleurs prit part à la rédaction d'une feuille hebdomadaire, publiée sous le titre de Journal de Genève, dans les années 1789, 1790 et 1791. Il est membre du Conseil des Deux-Cents dès 1788 puis œuvre à rédiger un projet de code pénal genèvois, après l’annexion de Genève à la toute jeune République française en 1798. Il siège dans plusieurs assemblées politiques durant la période française, étant notamment président de l'Assemblée nationale genevoise en 1793, puis au Conseil représentatif de Genève de 1814 à sa mort.
En 1815, il écrit à Charles Aubert, alors associé à Lyon de la maison Odier Juventin & Cie, active sur le négoce de tissus et dans la banque, pour le convaincre de créer ensemble une banque à Marseille.
Il est aussi l'ami de l'économiste Thomas Malthus, qui lui rend hommage dans un de ses livres.

## Chronologie
- 1635 : les pasteurs de Berlin créent la première caisse des veuves[15]
- 1738 : Daniel Bernoulli énonce le paradoxe de Saint-Pétersbourg
- 1741 : premier traité de démographie de Johann Peter Süssmilch[16]
- 1746 : Antoine Deparcieux (1703-1768) publie ses célèbres Tables de mortalité
- 1746 : à Londres, une association fonde une maison de charité pour traiter les malades de la petite vérole
- 1748 : Théodore Tronchin, inspecteur du collège des Medecins d'Amsterdam, introduit l'inoculation en Hollande[17]
- 1749 : la Tabellverket, "Bureau des Tables", créé par Pehr Wilhelm Wargentin
- 1750 : Leonhard Euler précise comment la croissance géométrique peut s'appliquer à une population structurée en classes d'âges (juvéniles, adultes), ce qui entraîne la multiplication des caisses des veuves[18]
- 1752 : Thomas Simpson  publie les premières tables de mortalité différentes pour les hommes et pour les femmes
- 1754 : la variole explique encore le quart des décès en France[19]
- 1756 : une caisse générale des veuves et des orphelins fondée à Stuttgart, pour le grand-duché de Wurtemberg[20]
- 1760 : Daniel Bernoulli évoque ses Tables de mortalité lors d'une conférence
- 1761 : second traité de démographie de Johann Peter Süssmilch, incluant sa "grande table de mortalité"
- 1763 : le Parlement de Paris interdit toute inoculation et accuse le docteur Angelo Gatti, venu l'université de Pise, d'être responsable de l'épidémie[21]
- 1764 : la Faculté de médecine de Paris commande deux rapports contradictoires sur le sujet[22]
- 1765 : Théodore Tronchin rédige le chapitre "Inoculation", dans l'l'Encyclopédie de Diderot, tome VIII[23]
- 1766 : le suédois Pehr Wilhelm Wargentin fournit des tables de mortalité meilleures que celles existantes
- 1766 : Daniel Bernoulli publie à son tour ses  Tables de mortalité
- 1766 : Théodore Tronchin ouvre un cabinet à Paris
- 1769 : Jobst Bose, fonctionnaire du Holstein vivant à Gottingen, montre qu'une protection contre la variole peut être acquise via le lait de vaches malades[4]
- années 1770 : création de caisse des veuves en Norvège, au Danemark et à Hambourg[24]
- 1774 : l'éleveur anglais Benjamin Jesty vaccine contre la variole à partir des vaches
- avril 1774 : quatrième lettre à Anton de Haen, publiée dans  le Journal de médecine. Il tente de démontrer que le regain de variole à Londres ne peut être attribué à l'inoculation.
- 1779 : création de la caisse des veuves et orphelins du duché de Lubeck
- 1779 : la caisse des veuves du duché de Calenberg (3 700 souscripteurs, aux 723 veuves) fait faillite[24]
- 1780 : Necker recourt au plus grand de ses emprunts remboursables principalement en viagères
- 1780 : Louis Odier publie[25] un recueil de statistiques mortuaires à Genève, pour les années 1778 et 1778[6]
- 1796 : Edward Jenner découvre une méthode contre la variole